# Novo Nevesinje
Novo Nevesinje – wieś w Chorwacji, w żupanii osijecko-barańskiej, w gminie Petlovac. W 2011 roku liczyła 63 mieszkańców.